# Sidomoro (Kebomas)
Sidomoro is een bestuurslaag in het regentschap Gresik van de provincie Oost-Java, Indonesië. Sidomoro telt 9727 inwoners (volkstelling 2010).